# 報恩坊

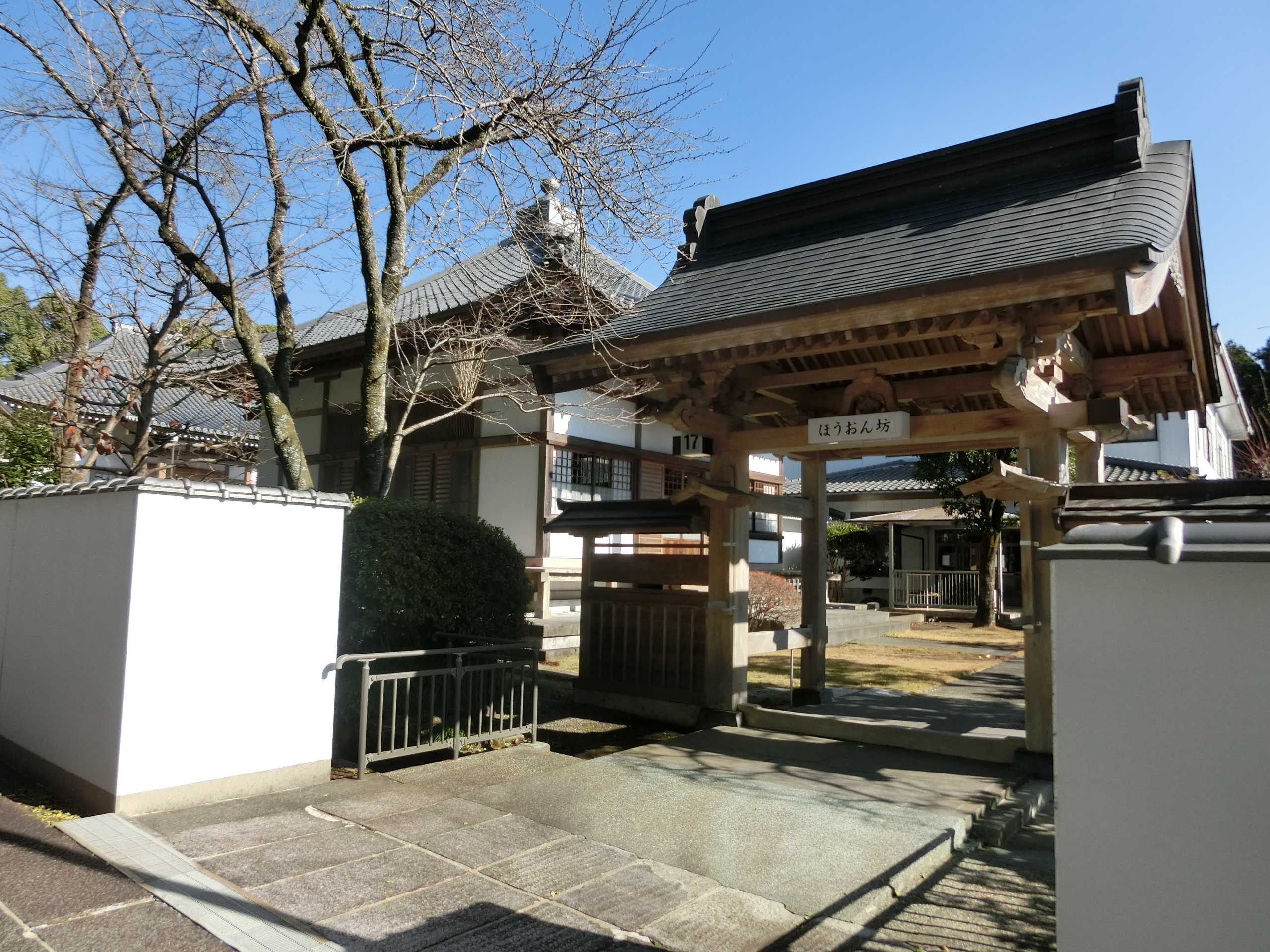
報恩坊

報恩坊（ほうおんぼう）は、日蓮正宗総本山大石寺の塔中坊の一つ。東裏塔中にある。

## 歴史
- 元文5年3月15日（1740年4月11日） - 第30世法主日忠を開基として建立される。
- 宝暦6年（1756年） - 第32世法主日教が第33世日元に法を付した後、翌年死去するまで報恩坊に住まう。
- 明治6年（1873年） - 廃寺となる。
- 平成元年（1989年）4月1日 - 第67世法主日顕により再興される。